# South Penrith
South Penrith ist ein Ort in New South Wales, Australien, der zur Local Government Area (LGA) Penrith City gehört.

## Geographie
South Penrith liegt unmittelbar südlich von Penrith und wird durch die Jamison Road vom Hauptort getrennt. Im Süden säumt der Western Motorway den Ort. 
South Penrith ist Teil der Metropolregion Sydney und etwa 48 Kilometer vom Stadtzentrum entfernt. Mit 2373 Einwohnern/km² ist der Ort dicht besiedelt.

## Demographie
Mit Stand von 2021 hatte South Penrith 12.005 Einwohner, von denen 10.829 die australische Staatsangehörigkeit besaßen. 642 Personen im Ort waren Aborigines (5,35 %), womit deren Zahl über dem Landesschnitt von 2,92 % lag. Weitere 13 Einwohner waren Torres-Strait-Insulaner.
Insgesamt 449 Menschen aus South Penrith wurden in England geboren. Weitere Einwohner, die im Ausland geboren wurden, kamen 2021 aus Indien (224), Neuseeland (178) und den Philippinen (102).
Das Medianalter lag bei 37 Jahren. Das mittlere Einkommen pro Person betrug 828 Australische Dollar, das mittlere Haushaltseinkommen lag bei 1870 AUD.

## Öffentliche Einrichtungen
In South Penrith gibt es insgesamt vier Bildungseinrichtungen, darunter die Penrith South Public School. Weiterhin gibt es 25 Parks sowie eine öffentliche Sportstätte. Der Ort beherbergt eine Filiale von Australia Post.